# Йоэнпелто, Эва
Эва Элизабет Йоэнпелто (с 1945 года Хелманн; фин. Eeva Elisabeth Joenpelto; 17 июня 1921[…], Самматти, Уусимаа — 28 января 2004[…], Лохья, Южная Финляндия) — финская писательница. Использовала литературные псевдонимы Эва Хелле (фин. Eeva Helle) и Эва Атерре (фин. Eeva Autere).

## Биография
Эва Йоэнпелто родилась 17 июня 1921 года в финской общине Самматти в регионе Южная Финляндия. Её родителями были торговец Йохан Эмил Йоэнпелто (фин. Johan Emil Joenpelto; ранее Верландер; фин. Werlander) и Анна Матильда (в девичестве Стенстрём; фин. Anna Matilda Stenström). Первые три ребёнка в этом браке умерли еще до рождения Эвы; она выросла со старшим братом Эркки (родился в 1914 году).

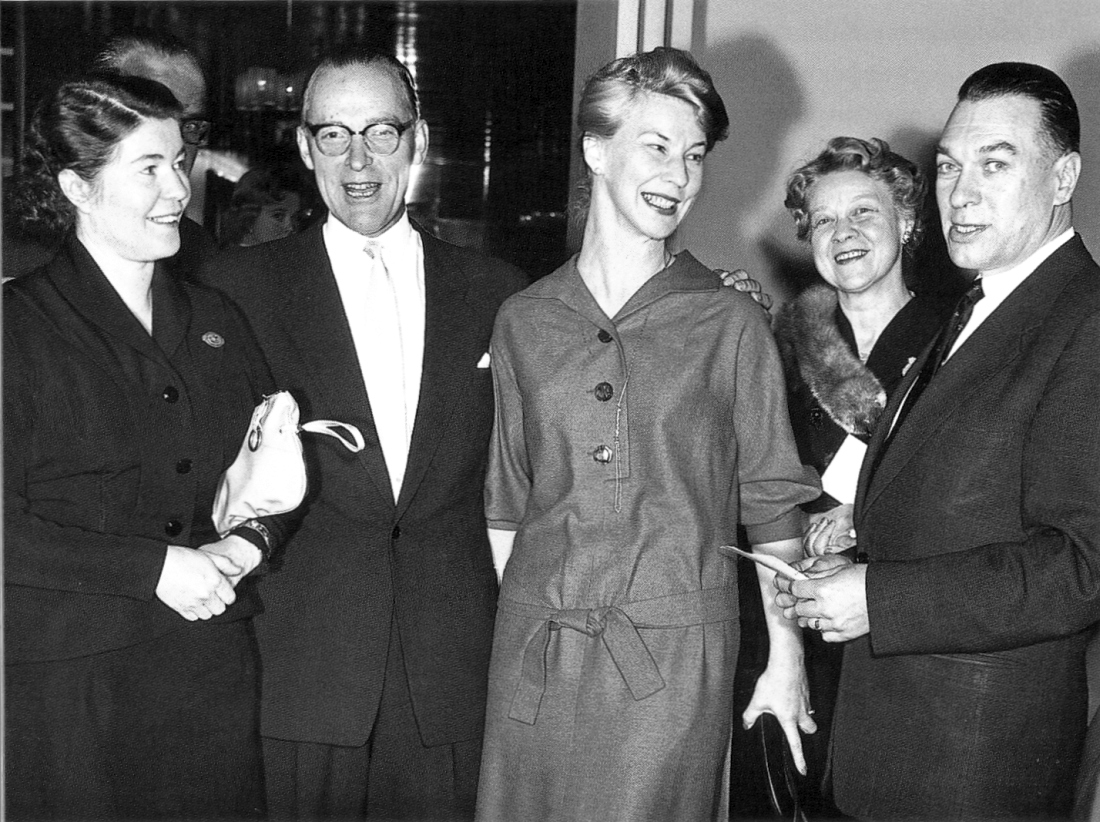
Йоэнпелто, Тюнни-Хаавио и др., 1950-е гг.

Сперва она училась в государственной школе Мюлюкюля, затем ей пришлось перейти в образовательное учреждение города Лохья. От её дома до школы было шестнадцать километров, и совершать такие переходы каждый день было затруднительно, поэтому с осени 1932 года во время учебных недель она жила в помещениях, предоставляемых школой. Она окончила школу весной 1940 года, но из-за советского вторжения вступительные экзамены в ВУЗы не были организованы в должной мере.
Осенью 1940 года Э. Йоэнпелто переехала в Хельсинки, где с 1940 по 1942 год училась в Университете социальных наук (ныне Университет Тампере). В то время упомянутый университет находился еще в финской столице, а не в Тампере, что, по всей видимости, ввело в заблуждение авторов статьи «Йоэнпелто Эва», опубликованной в третьем издании «Большой Советской энциклопедии», где было сказано что будущая писательница «училась в Хельсинкском университете»; затем эта ошибка широко разошлась по другим источникам. Девушка намеревалась получить высшее образование по специальности журналист, но её учёба была прервана, поскольку ей пришлось начать самой зарабатывать себе на жизнь. Сначала Йоэнпелто устроилась в Ajan Suunta, а затем в журнал Nuori Voima.

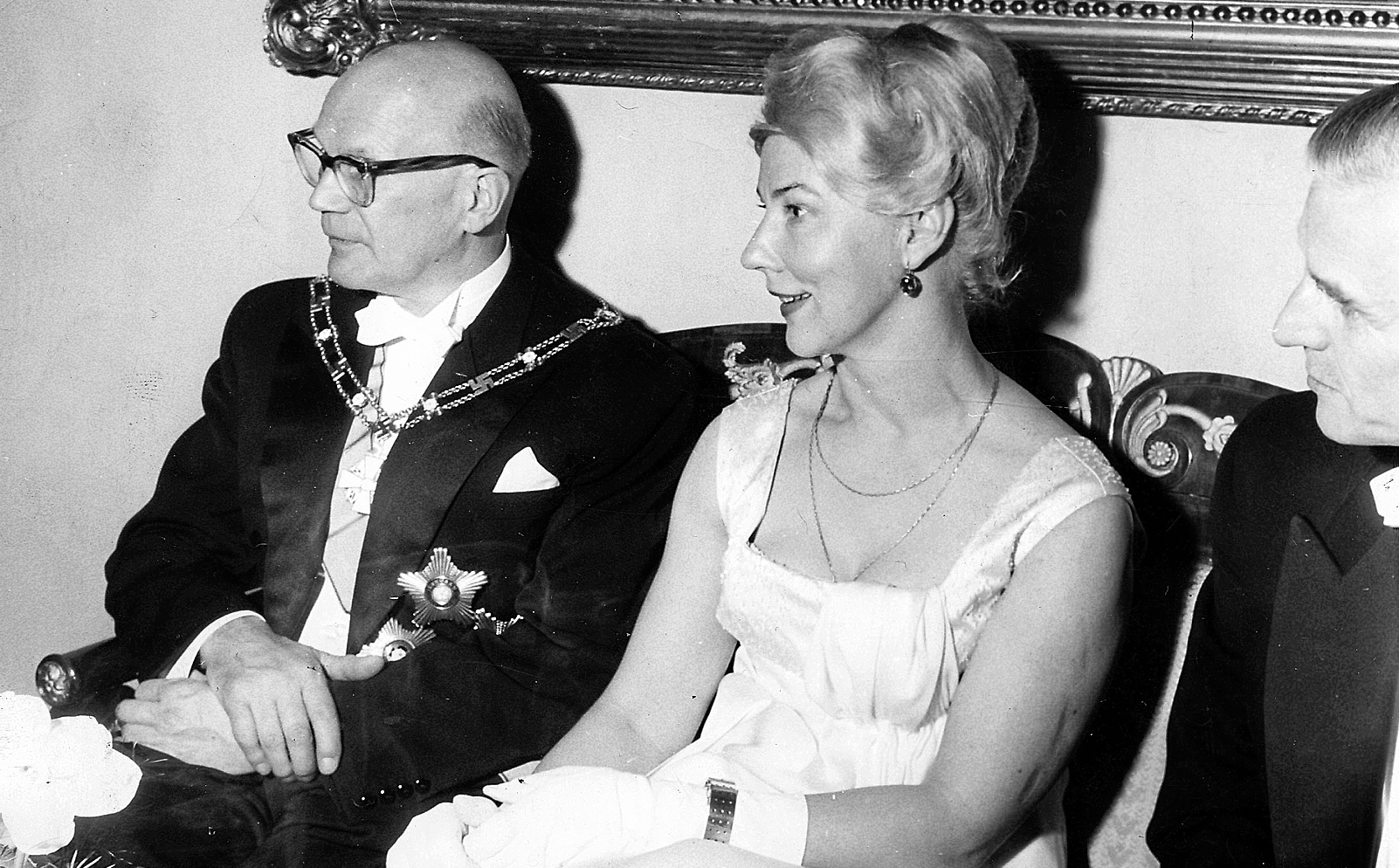
Эва Йоэнпелто и президент Финляндии Урхо Кекконен (1958)

Во время Второй мировой войны Йоэнпелто познакомилась с журналистом датского происхождения Ярлом Хеллеманом. Они поженились в январе 1945 года; их первый ребенок, Ян Илмари, родился в ноябре 1946 года. Оба к этому моменту уже начали свою литературную карьеру. После публикации своих первых работ Ярл Хеллеман сосредоточился на издательской деятельности, а Йоэнпельто продолжила писать.
За свою жизнь Йоэнпелто написала более двух дюжин романов и множество менее масштабных произведений. Её вклад в финскую литературу был отмечен множеством специальных наград, среди которых премия Калеви Янтти (1952), премия Алексиса Киви (1967), премия «Финляндия» (1994), Государственная премия Финляндии в области литературы (1952, 1956, 1962, 1970, 1975, 1983 гг.). В настоящее время одна из литературных премий Финляндии носит её имя. 
Эва Элизабет Йоэнпелто умерла 28 января 2004 года в городе Лохья.